# Monaca
Monaca és una població dels Estats Units a l'estat de Pennsilvània. Segons el cens del 2000 tenia 6.286 habitants.

## Demografia
Segons el cens del 2000, Monaca tenia 6.286 habitants, 2.709 habitatges, i 1.741 famílies. La densitat de població era de 1.161,3 habitants/km².
Dels 2.709 habitatges en un 26,8% hi vivien nens de menys de 18 anys, en un 47,6% hi vivien parelles casades, en un 12,7% dones solteres, i en un 35,7% no eren unitats familiars. En el 32,2% dels habitatges hi vivien persones soles el 18,8% de les quals corresponia a persones de 65 anys o més que vivien soles. El nombre mitjà de persones vivint en cada habitatge era de 2,31 i el nombre mitjà de persones que vivien en cada família era de 2,93.
Per edats la població es repartia de la següent manera: un 22% tenia menys de 18 anys, un 6,8% entre 18 i 24, un 26,9% entre 25 i 44, un 23,2% de 45 a 60 i un 21,1% 65 anys o més.
L'edat mediana era de 41 anys. Per cada 100 dones de 18 o més anys hi havia 83,4 homes.
La renda mediana per habitatge era de 33.706 $ i la renda mediana per família de 45.046 $. Els homes tenien una renda mediana de 35.436 $ mentre que les dones 24.375 $. La renda per capita de la població era de 17.001 $. Entorn del 8,1% de les famílies i el 8,9% de la població estaven per davall del llindar de pobresa.

## Poblacions properes
El següent diagrama mostra les poblacions més properes.